# Краус, Клеменс
Клеменс Генрих Краус (нем. Clemens Heinrich Krauss; 1893—1954) — австрийский дирижёр и оперный импресарио, выдающийся интерпретатор музыки Рихарда Штрауса.

## Биография
Внебрачный сын Клементины Краус, 15-летней танцовщицы Императорской оперы, позднее ведущей актрисы и опереточной певицы. Его биологический отец, Гектор Бальтацци (1851—1916), происходил из богатой фанариотской семьи банкиров. Старшая сестра Бальтацци, Хелена, была замужем за бароном Альбином Вечера; их дочь баронесса Мария фон Вечера — двоюродная сестра Крауса.
В детстве пел в императорском хоре. В 1912 году окончил Венскую консерваторию, где учился у Германа Греденера (композиция) и Рихарда Хойбергера (теория музыки). В том же году начал карьеру хормейстером в театре Брно, там же через год состоялся его дирижёрский дебют. Затем дирижировал в Риге (1913—1914), Нюрнберге (1915), Штеттине (1916—1921); в штеттинский период путешествовал в Берлин, где слушал Берлинский филармонический оркестр под управлением Артура Никиша, оказавшего на него огромное влияние.
В 1921 году стал директором оперного театра и симфонических концертов в Граце, в 1922-м — дирижёром Венской государственной оперы, вёл класс дирижирования в Венской академии. В 1924—1929 годах работал во Франкфурте-на-Майне, в 1929—1934 годах — директор Венской государственной оперы.
В 1933 принял работу над постановкой оперы Р. Штрауса «Арабелла» в Дрезденской опере после отъезда Фрица Буша. В 1934 году оставил Вену, чтобы занять пост директора Берлинской государственной оперы, оставленный Эрихом Клайбером в знак протеста против нацистской политики. В 1937 году назначен интендантом Мюнхенского национального театра после увольнения Ханса Кнаппертсбуша. В начале 1940-х преподавал в Моцартеуме.
В 1944—1945 гг., после того как мюнхенский театр был разрушен бомбардировками союзников, вновь работал с Венским филармоническим оркестром. По окончании войны представители союзников расследовали деятельность Крауса и запретили ему появляться на публике; запрет был снят в 1947, когда обнаружилось, что во время войны Краус помогал евреям избежать преследования нацистов. Краус возобновил работу с Венским филармоническим, с которым дал множество концертов.
Клеменс Краус в 1939 году заложил традицию Новогоднего концерта Венского филармонического оркестра, которым в дальнейшем дирижировал в 1941—1945 и 1948—1954 гг.
В 1953 году принял участие в Байрёйтском фестивале, продирижировав циклом «Кольцо нибелунга» и оперой «Парсифаль».
Краус был другом Рихарда Штрауса и выдающимся исполнителем его музыки. Он написал либретто к опере Штрауса «Каприччио», дирижировал премьерами его опер «День мира» и «Любовь Данаи».
Умер во время гастролей. Похоронен в Эрвальде рядом со второй женой, певицей Виорикой Урсуляк.